# Gargüera
Gargüera település Spanyolországban, Cáceres tartományban. 

## Népesség
A település népessége az elmúlt években az alábbi módon változott: